# Институт по изучению истории и культуры СССР
Институт по изучению истории и культуры СССР — научное учреждение по изучению СССР, основанное исследователями разных народов, которые покинули СССР во время Второй мировой войны. Работал в Мюнхене в 1950—1972 годы.

## История
Основан в 1950 году. Действовал под покровительством ЦРУ, осуществляя обучение членов Народно-трудового союза, занимавшегося антисоветской пропагандой и отправкой агентов в СССР. В соответствии с уставом институт ставил перед собой следующие цели:
- исследовать теорию и практику государственного и социального порядка в СССР, а также различных исторических, культурных, социальных, экономических, национальных и политических проблем народов СССР;
- наладить и поддерживать научные связи с немецкими и иностранными научными организациями и отдельными учеными;
- способствовать взаимному пониманию антикоммунистической эмиграции народов СССР и демократических стран.

В работе института принимали участие Б. А. Яковлев (Н. А. Троицкий), А. А. Авторханов, В. П. Марченко, М. А. Алдан, К. Ф. Штеппа, А. П. Филиппов, К. Г. Криптон, Ю. П. Ниман, Н. А. Теодорович (Абрамова).
Первым директором института был Б. А. Яковлев (Н. А. Троицкий). Следующим директором Института был назначен В. С. Мерцалов. После его смерти место директора занимал Геннадий Эдуардович (Генрих) Шульц, который и пробыл в этой должности до закрытия Института в 1972 г.
Институт финансировался американцами через Американский комитет борьбы за освобождение народов России.
11-14 января 1951 в Мюнхене была проведена конференция научных работников (эмигрантов).
Институт был закрыт американцами в 1972 г в рамках политики «Разрядки».

## Издания
Издавался «Бюллетень Института по изучению СССР».